# Boituva
Boituva is een gemeente in de Braziliaanse deelstaat São Paulo. De gemeente telt 44.906 inwoners (schatting 2009).

## Aangrenzende gemeenten
De gemeente grenst aan Cerquilho, Iperó, Porto Feliz, Tatuí en Tietê.